# (6599) Tsuko
(6599) Tsuko est un astéroïde de la ceinture principale.

## Description
(6599) Tsuko est un astéroïde de la ceinture principale. Il fut découvert le 8 août 1988 à Kitami par Kin Endate et Kazuro Watanabe. Il présente une orbite caractérisée par un demi-grand axe de 2,27 UA, une excentricité de 0,21 et une inclinaison de 5,2° par rapport à l'écliptique.

## Compléments